# ORP Grom (1936)
ORP Grom – niszczyciel (według nazewnictwa okresu dwudziestolecia międzywojennego kontrtorpedowiec, z franc. contre-torpilleur) typu Grom, wybudowany na zamówienie Marynarki Wojennej RP przez stocznię John Samuel White & Co. Ltd z Cowes w latach 1935–1937. Polską banderę podniesiono na nim 11 maja 1937 roku.
W okresie przedwojennym uczestniczył w trzech kurtuazyjnych wizytach w portach zagranicznych, reprezentując Marynarkę Wojenną RP. Realizując plan „Peking” przedostał się we wrześniu 1939 roku wraz z dwoma innymi polskimi niszczycielami do Wielkiej Brytanii. Podczas II wojny światowej pełnił służbę patrolową i ochraniał konwoje na wodach wokół Wysp Brytyjskich oraz na Morzu Północnym. W trakcie służby wojennej okręt przebył 15 000 Mm. Uczestniczył w 20 patrolach operacyjnych, eskortował pięć konwojów przybrzeżnych i sześć pełnomorskich. Siedmiokrotnie atakował nieprzyjacielskie okręty, dwukrotnie odpierał ataki lotnicze.
Wspierał działania wojsk lądowych w trakcie kampanii norweskiej. Zatopiony 4 maja 1940 roku przez samolot niemiecki w Rombakkenfjordzie pod Narwikiem.

## Zamówienie i budowa

### Geneza
Przyjęty w 1924 roku tzw. mały plan rozbudowy floty przewidywał wprowadzenie do służby w Marynarce Wojennej II RP (MW) m.in. 6 kontrtorpedowców. Wprawdzie możliwości finansowe państwa nie pozwoliły na jego zrealizowanie w całości, niemniej Kierownictwo Marynarki Wojennej (KMW) czyniło starania o pozyskanie okrętów tej klasy. KMW stawiało na rozbudowę floty przede wszystkim o okręty podwodne i niszczyciele – te ostatnie miały za zadanie zapewnić ochronę morskich linii komunikacyjnych i transportów wojskowych do kraju w razie konfliktu z ZSRR. Ponieważ Marynarki Wojennej nie było stać na zakup krążowników, które były na stanie flot sowieckiej i niemieckiej, nowe niszczyciele miały być na tyle duże i silnie uzbrojone, by niewiele im ustępowały.
Efektem starań KMW było utworzenie w 1932 roku Dywizjonu Kontrtorpedowców, w skład którego weszły wybudowane w stoczniach francuskich dwie jednostki typu Wicher. Po uzyskaniu w listopadzie 1932 roku zgody marszałka Józefa Piłsudskiego na dalszą rozbudowę floty, w 1933 roku szefostwo KMW postanowiło zakupić kolejne okręty, m.in. dwa kontrtorpedowce. Fundusze na pokrycie kosztów zamówienia miały być wyasygnowane z budżetu Ministerstwa Spraw Wojskowych i dzięki oszczędnościom w samej Marynarce Wojennej.
W kwietniu 1933 roku rozpisano przetarg na niszczyciele, adresowany do stoczni francuskich. Strona polska proponowane oferty francuskie uznała za niezadowalające, głównie ze względu na bardzo wysokie ceny, w związku z tym w listopadzie tego roku zdecydowano o rozpisaniu kolejnego przetargu, tym razem wśród stoczni szwedzkich, w oparciu o specyfikację opracowaną przez Wydział Budowy Okrętów KMW. Ze względów formalnych (ofertę zgłosiła tylko jedna stocznia, Götaverken AB, podczas gdy przepisy wymagały rozpatrzenia co najmniej trzech ofert) również ten przetarg nie został rozstrzygnięty. Dopiero trzeci przetarg, rozpisany wśród stoczni angielskich (prawdopodobnie poprawione oferty nadesłały też stocznie francuskie i szwedzka, uczestniczące w poprzednich przetargach) wyłonił zwycięską ofertę. Spośród przedłożonych ofert największe uznanie zyskał projekt stoczni John Thornycroft & Co. Ltd z Southampton, jednakże ze względu na zbyt wysoką cenę KMW zdecydowało się na skorzystanie z przystępniejszej finansowo oferty stoczni John Samuel White & Co. Ltd z Cowes, której oferta uplasowała się na drugim miejscu .
Umowa na wybudowanie dwóch niszczycieli z tą stocznią została podpisana 29 marca 1935 roku, po czteromiesięcznych negocjacjach, w wyniku których do projektu wprowadzono na życzenie strony polskiej liczne poprawki (m.in. wzmocnienie uzbrojenia artyleryjskiego) . W rezultacie poprawiony proponowany projekt uznano za lepszy nawet od oferty stoczni Thornycroft. Cenę za każdy z budowanych okrętów ustalono na 388 233 funty szterlingi (około 10 100 000 ówczesnych złotych). Cena nie obejmowała uzbrojenia, systemów kierowania ogniem, paliwa, zapasów i części wyposażenia okrętowego – miały one być dostarczone przez stronę polską. Pierwszy z okrętów miał zostać ukończony w ciągu 26 miesięcy. Przewidywano, że całkowita cena jednego okrętu wynosić będzie około 520 000 funtów szterlingów, z tego dostawy ze strony polskiej stanowić będą 26% wartości. Kontrakt podpisali: ze strony stoczni dyrektor Arthur Thomas Wall, a ze strony polskiej kierownik Wydziału Budowy Okrętów KMW inż. Mikołaj Berens.

### Budowa

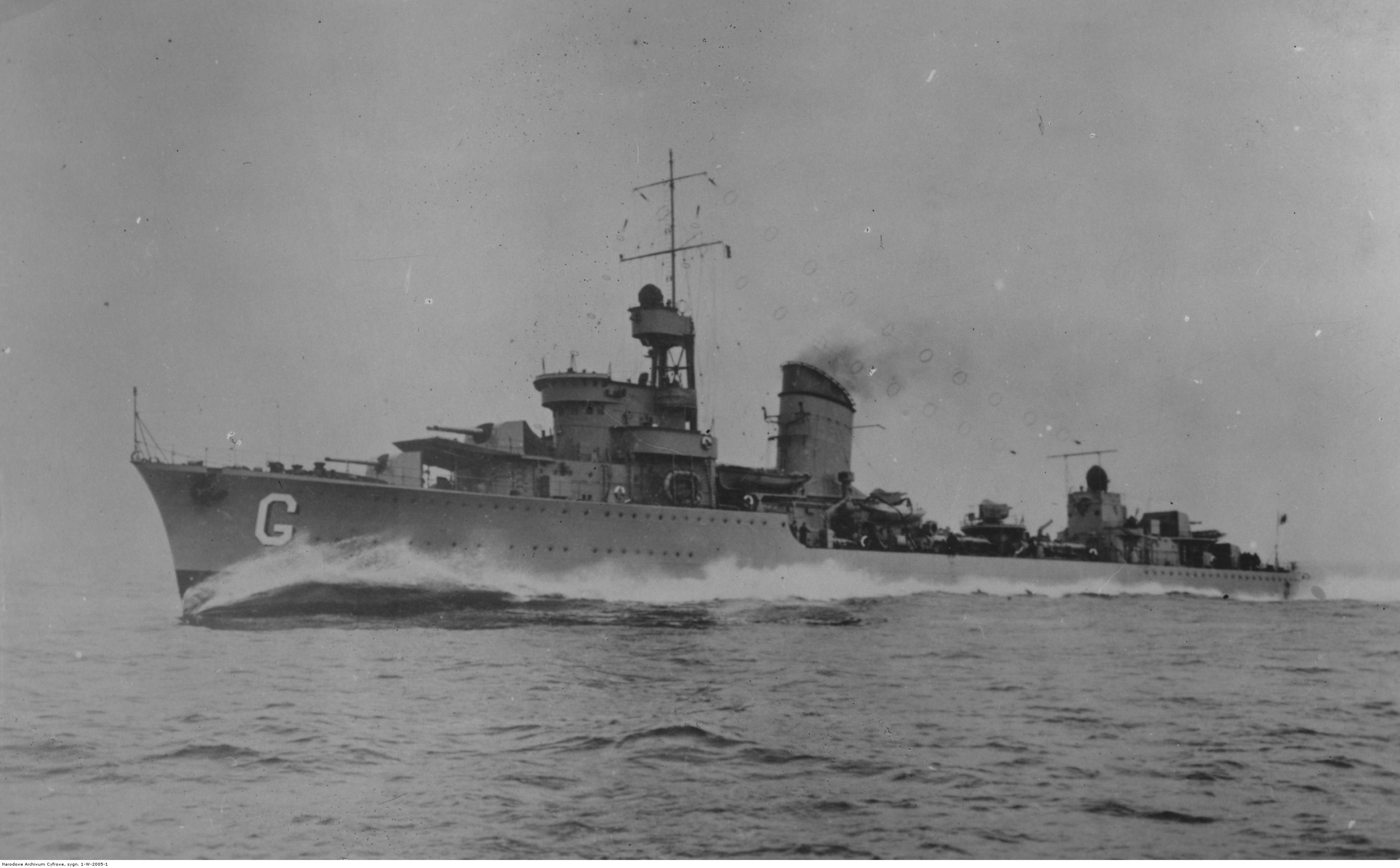
ORP „Grom” w 1937

Budowę okrętu zainaugurowała 17 lipca 1935 roku o godzinie 9.30 uroczystość, podczas której na terenie stoczni ambasador RP, hr. Edward Raczyński, wbił pierwszy nit pod nowo budowaną jednostkę. Trzy miesiące później na pochylni w stoczni rozpoczęto budowę pierwszego z zamówionych niszczycieli, który w rejestrach stoczni figurował pod numerem 1800, a który później otrzymał imię „Grom”. Budowę nadzorowała, stworzona specjalnie do tego celu, Komisja Nadzorcza Budowy Okrętów w Anglii, pod przewodnictwem kmdr. inż. Stanisława Rymszewicza. Wodowanie nastąpiło 20 lipca 1936 roku, matką chrzestną niszczyciela została Wanda Poznańska, żona Karola Poznańskiego, konsula generalnego RP w Londynie.
Po wodowaniu kadłub został odholowany pod nabrzeże, z pomocą dźwigu przenoszono nań mechanizmy i wyposażenie okrętowe. W stoczni w Cowes oprócz kadłuba wyprodukowano także kotły, turbiny, rurociągi i silniki dieslowskie do mechanizmów pomocniczych. Wiele elementów pochodziło od brytyjskich kooperantów stoczni. Główne uzbrojenie artyleryjskie (armaty 120 mm i 40 mm) rząd polski zakupił w szwedzkiej firmie Bofors, w Szwecji zamówiono również logi. We Francji zakupiono torpedy i miny, najcięższe karabiny maszynowe, niektóre urządzenia do prowadzenia ognia, dźwigi amunicyjne i radiostacje. Wyrzutnie torpedowe pochodziły z brytyjskiej firmy The Whitehead Torpedo Co. Ltd . W Niemczech zakupiono żyrokompasy. W firmach polskich natomiast zakupiono m.in. łodzie i motorówki, osprzęt linowy, instalacje elektrotechniczne i radiotechniczne, przyrządy centralnego kierowania ogniem, fumatory, sieć alarmową, urządzenia do kotwiczenia i holowania oraz sprzęt kwaterunkowo-gospodarczy. Uzbrojenie zakupione u Boforsa zostało przywiezione do stoczni w Cowes przez szwedzki frachtowiec, inne dostawy z kraju (m.in. łodzie okrętowe, okablowanie, radiostacje) – przez frachtowiec MW ORP „Wilia”. 23 stycznia 1937 roku kadłub przeholowano do Southampton, gdzie umieszczono go w suchym doku i zamontowano m.in. śruby, osłony wałów i aparaty podsłuchowe.
Wkrótce po zwodowaniu do Cowes przybyli pierwsi członkowie przyszłej załogi budowanego okrętu, byli to kpt. mar. Jan Łuszczkiewicz (miał objąć stanowisko zastępcy dowódcy okrętu – ZDO), kpt. inż. Tadeusz Dobrzyński (starszy oficer mechanik), kpt. mar. Stanisław Mieszkowski (oficer artylerii), kpt. mar. Aleksy Czerwiński (oficer broni torpedowej) oraz ośmiu podoficerów – gospodarzy poszczególnych działów okrętowych. 29 stycznia 1937 roku szef KMW kadm. Jerzy Świrski powołał Komisję Odbiorczą, która miała dokonywać odbioru budowanych okrętów (jej przewodnictwo objął kmdr por. Włodzimierz Steyer).
Próby odbiorcze „Groma” rozpoczęły się 2 lutego 1937 roku i trwały ponad trzy miesiące. Podczas prób morskich, z których pierwsze odbyły się 10 lutego tego roku, ustalono, że wyporność okrętu wynosiła 2138 ton metrycznych, osiąga maksymalną prędkość 39,26 węzła przy 383,96 obr./min (maksymalną prędkość przeliczoną dla wyporności standardowej określono na 39,49 węzła), natomiast moc na wale sięgnęła 57 368 KM. Wysokość metacentryczna okrętu wynosiła 0,854 m, przy 36 węzłach średnica cyrkulacji okrętu wyniosła 900 m, a przechył 19º. Próby zakończyły się pomyślnie i 11 maja 1937 roku podpisano protokół przejęcia okrętu. Niewielkie usterki, których nie zdołano usunąć w Cowes, miały zostać naprawione na koszt producenta w Warsztatach Portowych MW w Gdyni.

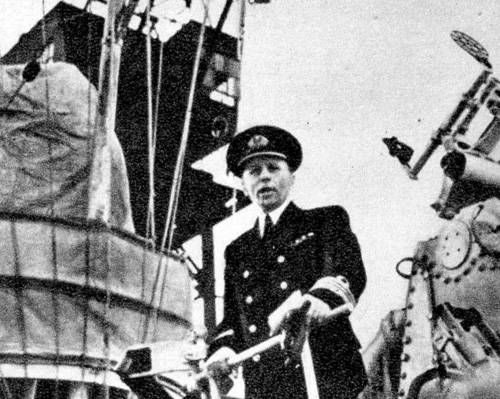
Pierwszy dowódca okrętu, kmdr por. Stanisław Hryniewiecki

11 maja 1937 roku na okręcie podniesiono banderę Marynarki Wojennej, dowódcą okrętu został kmdr por. Stanisław Hryniewiecki. Tego samego dnia wieczorem okręt odkotwiczył i udał się do Gdyni, zawijając po drodze do Göteborga, gdzie odebrano zapas amunicji do okrętowych dział Boforsa. 16 maja „Grom” dotarł do Polski, na krajowych wodach terytorialnych został powitany przez ORP „Podhalanin”. Na redzie portu gdyńskiego okręt oddał salut armatni, a o godzinie 16.30 holowniki wprowadziły okręt do portu, gdzie na nabrzeżu zorganizowano uroczystość powitalną. Okręt nie wszedł od razu do służby – skierowano go najpierw do Warsztatów Portowych MW w Gdyni w celu usunięcia usterek stwierdzonych podczas odbioru okrętu oraz zamontowania niektórych elementów wyposażenia (m.in. centrali artyleryjskiej i fumatorów) . Ostatecznie rozkazem z 28 maja 1937 r. Minister Spraw Wojskowych wcielił „Groma” w skład floty RP.

## Nazwa
Nazwy dla budowanych w Cowes niszczycieli („Grom” i „Błyskawica”) określono w rozkazie Ministra Spraw Wojskowych z dnia 14 maja 1936 roku. Nazwa okrętu wpisywała się w zapoczątkowany przez nazwy pierwszych polskich niszczycieli zwyczaj nadawania dużym niszczycielom nazw związanych ze zjawiskami atmosferycznymi (zobacz: grom dźwiękowy) .

## Opis konstrukcji

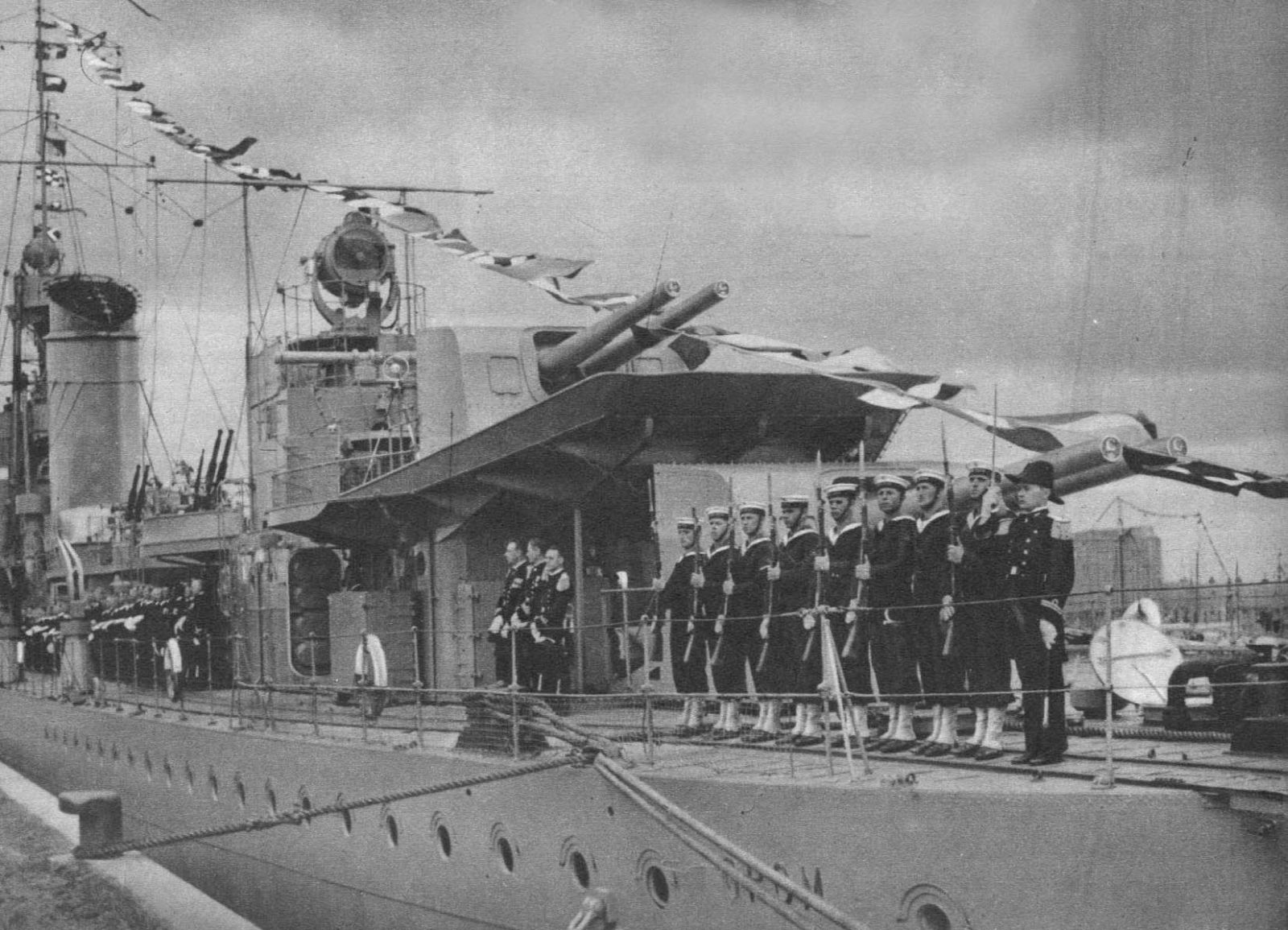
ORP „Grom” podczas Święta Morza w Gdyni w dniu 17 lipca 1937 roku

„Grom” był dużym niszczycielem, zbliżonym do liderów flotylli. Niszczyciele typu Grom zostały zaprojektowane, aby spełniać zarówno działania osłonowe polskiego wybrzeża, jak i konwojów z zaopatrzeniem. W związku z tym zostały zaprojektowane jako silniejsze od każdego nieprzyjacielskiego niszczyciela, jaki mogły napotkać, a jednocześnie zdolne do nawiązania walki z większymi jednostkami wchodzącymi w skład flot Niemiec i ZSRR.
Okręt pod względem konstrukcyjnym wykazywał pewne podobieństwa do ówczesnych niszczycieli brytyjskich: miał długi kadłub z wychyloną do przodu dziobnicą, zaokrągloną rufą, pokładem głównym podniesionym o jeden poziom w części dziobowej, drugim stanowiskiem artylerii głównej umieszczonym w superpozycji na nadbudówce dziobowej, w celu ograniczenia zalewania przez fale. Przy długości kadłuba 114,0 m (między pionami: 111,2 m), szerokości 11,2 m i zanurzeniu średnim 3,3 m (3,15 m na dziobie i 3,45 na rufie) okręt miał wyporność 2011 ton (wyporność normalna wynosiła 2138 t, a wyporność bojowa 2440 tony).
Na pokładzie głównym ustawione były trzy grupy nadbudówek. W dziobowej na najniższym poziomie mieściły się pomieszczenia dowódcy i oficerów, magazyny i wentylatornie, wyżej znajdowały się kabiny: nawigacyjna, map i radiowa, najwyżej zaś mostek z głównym stanowiskiem dowodzenia (GSD). Na jego bocznych sponsonach ustawione były najcięższe karabiny maszynowe systemu Hotchkissa na podstawach umożliwiających prowadzenie ognia przeciwlotniczego. Na przedniej części nadbudówki ustawione było stanowisko nr 2 artylerii głównej (w superpozycji do ustawionego na pokładzie głównym w części dziobowej stanowiska nr 1). W tylnej części nadbudówki na trójnożnej podstawie ustawiono pomost reflektora oraz maszt główny. Pomiędzy nadbudówką a kominem znalazło się miejsce dla ośmiometrowych szalup i łodzi motorowych oraz bomów do ich podnoszenia. Za kominem ulokowano w osi symetrii okrętu, kolejno w kierunku rufy: stanowisko dział przeciwlotniczych Boforsa, wyrzutnię torpedową, małą nadbudówkę z kolejnym stanowiskiem dział plot. Boforsa, drugą wyrzutnię torpedową oraz kompleks nadbudówki rufowej. W tym ostatnim mieściły się toalety i umywalnie oraz zapasowe stanowisko dowodzenia. Na nadbudówce tej znalazły się reflektor, wytyk antenowy, stanowisko nr 3 artylerii głównej, oraz, na bocznych skrzydłach, nkm-y Hotchkissa. Stanowisko artylerii głównej nr 4 znajdowało się na pokładzie głównym na rufie .
Pod pokładem w części dziobowej znajdowały się: magazyny, łazienki, centrala artyleryjska, niżej zaś pomieszczenia załogi, magazyny bosmańskie i prowiantowe, komory amunicyjne i zbiorniki paliwa. Śródokręcie zajmowały pomieszczenia kotłowni, maszynowni i przekładni. Na rufie pod pokładem głównym znajdowały się pomieszczenia załogi, zbiorniki paliwa i magazyny amunicyjne, pomieszczenie maszynki sterowej, a po jej bokach tunele zrzutni bomb głębinowych .
Napęd okrętu stanowiły dwie turbiny parowe typu Curtiss-Parsons o mocy łącznej 48 000 KM, do których parę produkowały trzy kotły typu Admiralicji (w systemie trzywalczakowym) o łącznej powierzchni grzewczej 1222 m²  i ciśnieniu roboczym 385 psi . Ponadto na okręcie znajdował się kocioł pomocniczy typu White Forster, zapewniający zasilanie urządzeń pomocniczych. Łączna moc wszystkich czterech kotłów wynosiła 54 000 KM. Turbiny poruszały dwie śruby, i zapewniały ORP „Grom” prędkość maksymalną 39,6 węzła .
W zbiorniki paliwa zatankować można było zapas 350 ton mazutu, co zapewniało zasięg pływania 2000 mil morskich przy prędkości ekonomicznej 15 węzłów. Załogę etatową stanowiło 192 ludzi w czasie pokoju, w warunkach bojowych obsada wzrastała do 10-12 oficerów i 200 podoficerów i marynarzy.
Okręt (podobnie jak siostrzana „Błyskawica”) prezentował się bardzo korzystnie. Uznawano go za jeden z najnowocześniejszych i najsilniejszych okrętów w swojej klasie na Bałtyku , uznanie budziła duża prędkość jednostki . Kołpak na kominie i pomost reflektorów na nadbudówce głównej powodowały, że z sylwetki okręt podobny był do lekkiego krążownika – tak też, na wyrost, jako Torpedokreuzer, czyli krążownik torpedowy, określała go prasa niemiecka. Mankamentem, który wyszedł na jaw w trakcie służby wojennej, okazało się niewystarczające uzbrojenie przeciwlotnicze, choć jak na czas budowy było ono silniejsze niż u innych okrętów tej klasy. Innymi wadami okazały się niewystarczająca (jak na warunki atlantyckie) stateczność i relatywnie niewielki (w porównaniu do niszczycieli brytyjskich) zasięg pływania. W porównaniu do mniejszych niszczycieli brytyjskich typu J Grom miał mniejszy zasięg i gorsze przyspieszenie, a przed modernizacją także gorszą dzielność morską, choć zarazem pokład dziobowy był mniej zalewany przez wodę.

### Uzbrojenie
Uzbrojenie okrętu w chwili przekazania MW stanowiło :
- 7 armat 120 mm L/50 wz. 36 Bofors na podstawach morskich (3 x II i 1 x I), osłoniętych od przodu i z boku maskami przeciwodłamkowymi o grubości 7 mm. Na stanowisku A ustawiona była pojedyncza armata, na pozostałych – podwójne. Kąt podniesienia luf wynosił od -10° do +30°. Długość luf armat wynosiła 50 kalibrów (L/50), donośność maksymalna: 19 500 m, szybkostrzelność 7-9 strzałów na minutę z jednej lufy[36][37] (czasami podawane są inne wartości). Nabój zespolony. Armata strzelała pociskami pancernymi, burzącymi, odłamkowymi lub odłamkowo-burzącymi o masie od 22,7 do 24 kg, a także pociskami oświetlającymi. Ładowanie odbywało się ręcznie przy dowolnym kącie podniesienia lufy (czasami podaje się niewłaściwie, że przy stałym, wynoszącym +15º kącie podniesienia lufy)[36][37], odpalanie zaś ręcznie lub elektrycznie. Masa pojedynczego stanowiska wraz z armatą i osłoną wynosiła 10,4 tony, zaś podstawa zdwojona ważyła 25 ton, ale później odjęto od niej część podestu dla obsługi co zmniejszyło wagę o 248 kg na zestaw[36][37][38][39].
- 4 armaty przeciwlotnicze 40 mm Bofors wz. 36 L/60 (2 x II), ustawione na specjalnych nadbudówkach na śródokręciu, na podstawach morskich. Długość luf armat wynosiła 2400 mm, kąt podniesienia od -10° do +90°, donośność pionowa: do ok. 4700 m (pozioma – ok. 8500 m), szybkostrzelność: 100-200 strzałów na minutę. Masa armat ze stanowiskiem wynosiła 3,5 t[40]. Amunicja zespolona, w łódkach po 4 sztuki, masa pocisku to 0,9 kg. Lufy były chłodzone wodą. Przyrządy celownicze wyposażone były w pochyłomierz i urządzenia stabilizujące, umożliwiające prowadzenie ognia także przy trudnych warunkach pogodowych[41]. Sektor ostrzału w poziomie obejmował 300°, ograniczały go komin i nadbudówka dziobowa[32].
- 8 wkm 13,2 mm Hotchkiss wz. 30 (4 x II), ustawionych na podstawach morskich typu R4SM na skrzydłach mostka przy głównym stanowisku dowodzenia (GSD) i po bokach na nadbudówce rufowej. Lufa karabinu miała długość 1000 mm, jej kąt podniesienia wynosił od -5° do +85°, szybkostrzelność dochodziła do 450 strzałów na minutę. Amunicja podawana była z 30 nabojowych magazynków. Masa broni z podstawą wynosiła 350 kg[42]. Broń wyposażona była w celownik systemu Le Prieur DAC940[41].
- dwie 3-rurowe wyrzutnie torpedowe 550 mm (2 x III)[i], z wkładkami redukującymi kaliber (do 533 mm lub 450 mm), wyprodukowane przez The Whitehead Torpedo Co. Ltd. Wyrzutnia miała masę 9,11 t, długość 6255 mm, kąt strzału mieścił się w zakresie 60-120° i 240-300°. Wyrzutnię można było naprowadzać na cel ręcznie (prędkość obrotu 0,4-7,6°/s) lub elektrycznie (silnik o mocy 3,25 kW, zapewniający prędkość obrotu 9°/s). Strzał odbywał się przez odpalenie ładunku prochu czarnego lub z wykorzystaniem sprężonego powietrza (zmagazynowanego w trzech butlach o pojemności 100 l każda i ciśnieniu roboczym 60 kg/cm², ładowanych przez dwie sprężarki o wydajności 375 l/h). Z wyrzutni można było strzelać francuskimi torpedami 550 mm[j] lub angielskimi torpedami 533 mm typu Mk. IX[46].
- 2 miotacze i 2 zrzutnie bomb głębinowych. Miotacze typu Thornycrofta ustawione były na wysokości rufowej nadbudówki, zrzutnie znajdowały się w tunelach pod pokładem na rufie. Zapas stanowiło 20 bomb głębinowych[22][47][k].
- 2 pary torów minowych na pokładzie rufowym. Okręt mógł przenosić do 44[25] -60 min: wz. 08[l] lub wz. SM5[50].

Projekt przedwojennego systemu kierowania ogniem, dla kontrtorpedowców typu Grom, przygotowały Polskie Zakłady Optyczne S.A. Projekt zachował się. Obejmował dalmierz główny (4-metrowy z wysokościomierzem) i miernik kąta kursowego na pomoście dowodzenia na nadbudówce dziobowej, dalmierz rufowy na nadbudówce rufowej i centralę artyleryjską z kalkulatorami (z tyłu nadbudówki rufowej, poniżej pomostu bojowego a za kabiną nawigacyjną). Na 4 stanowiskach artylerii głównej, 2 stanowiskach artylerii przeciwlotniczej i 2 stanowiskach reflektorów przewidziano przekaźniki tego systemu, np. przy każdym stanowisku artylerii dział głównego kalibru: klakson, odbiornik trójsilnikowy kręgu (typ OS3), odbiornik dwusilnikowy odchylenia (typ OS2), odbiornik dwusilnikowy celownika (typ OS2), odbiornik jednosilnikowy komend (typ OW1), dzwonek, lampka sygnałowa, skrzynka S.o. i skrzynka rozdzielcza R (zależnie od stanowiska oznaczone od R6 do R8). Umowa Nr 847/34 między polską MW a integratorem systemu PZO S.A., na same urządzenia bez okablowania opiewała na 1.084.991,00 zł, dla dwóch kontrtorpedowców.
Z powyższym systemem kierowania ogniem artylerii zintegrowany był układ sterowania strzelaniem torpedowym. Projekt przygotowały także Polskie Zakłady Optyczne S.A. Projekt zachował się. Główne elementy układu znajdowały się na nawigacyjnych pomostach po bokach nadbudówki dziobowej. Zdalne przekaźniki stanowiska kierowania wyrzutniami znajdowały się przy zewnętrznych obudowach pomostów (tam gdzie obecnie działa 37 mm) a obok nich urządzenia kąta strzału w postaci kolumienek na których umieszczone były lunetki na celowniku torpedowym. Układ przekazywał dane na wyrzutnie torped już z wypracowanym kątem strzału. Układ uznawano za prostszy i skuteczny niż na okrętach typu Wicher, np. możliwy do natychmiastowego użycia nawet przez standardową obsadę wachty, zaś stanowiska na wyrzutniach torped uważano w związku z tym za potrzebne do użycia jedynie w sytuacjach awaryjnych.

### Wyposażenie
Okręt wyposażony był w radiostację korespondencyjną typu SM1K, radiostację krótkofalową typu RKD/K, radiostację alarmową typu Y, radiostację goniometryczną typu RJ, radionamiernik, hydrofony. Posiadał także dwa reflektory o średnicy lustra 90 cm. Sprzęt ratunkowy stanowiły: dwie ośmiometrowe łodzie motorowe, ośmiometrowa szalupa, motorówka i mniejsza łódź wiosłowa oraz tratwy ratunkowe.

### Modernizacje

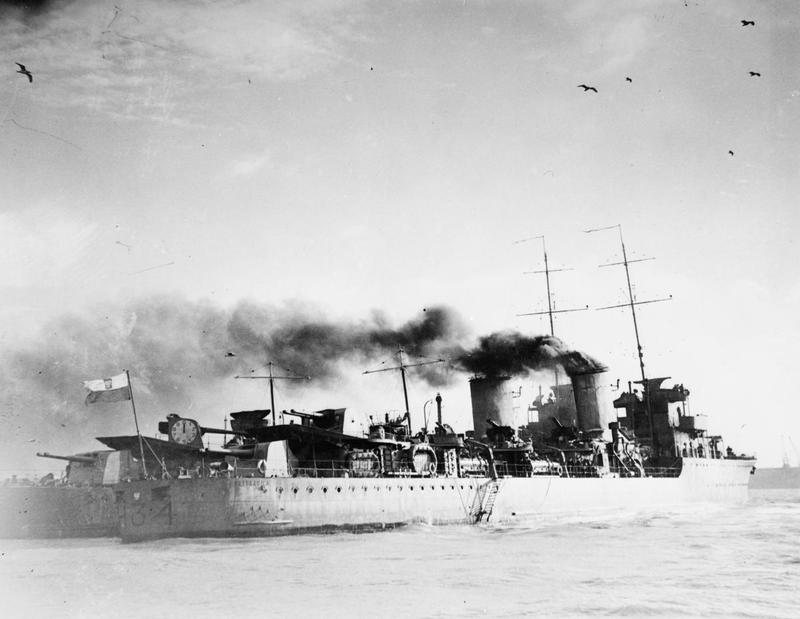
Na tylnej wieży działa ORP „Grom” (na drugim planie) widoczny „zegar” do przekazywania danych ogniowych

Pierwszych drobnych modernizacji okrętu dokonano podczas przeglądu gwarancyjnego w dniach 2–7 czerwca 1938 roku. Przeniesiono wówczas antenę radionamiernika na przednią ściankę platformy reflektora na głównej nadbudówce (uprzednio znajdowała się na tylnej ściance). Na lewej ścianie maski stanowiska nr 4 dział 120 mm zamontowano zegar do przekazywania danych ogniowych innym okrętom w szyku. W kolektorach kotłów zamontowano dodatkowe elementy kierunkowe .
Większą modernizację „Grom” przeszedł po przybyciu do Wielkiej Brytanii, gdy okazało się, że jego dzielność morska w warunkach atlantyckich jest niewystarczająca. Przeprowadzono ją (równolegle z remontem i modernizacją ORP „Błyskawica”) w dniach 2–22 października 1939 roku w stoczni w Plymouth. Przebudowa obejmowała usunięcie: łodzi ratunkowych z przestrzeni pomiędzy nadbudówką główną a kominem, trałów ochronnych, torów minowych, demontaż „krążowniczej” kapy z komina, kratownicowej podstawy z platformą reflektora i masztem z nadbudówki głównej – zostały one zastąpione przez lżejszy maszt palowy, a reflektor przeniesiono przed komin, na miejsce szalup. Ponadto zdemontowano górną część nadbudówki rufowej, służącą za podstawę reflektora, i sam reflektor oraz wytyk anteny – został on zastąpiony mniejszym masztem z małą rejką. Antenę radionamiernika przeniesiono na maszt główny. Na rufie ustawiono dwa dodatkowe miotacze bomb głębinowych Thornycrofta . Z dziobu usunięto fortrały. W wyniku przebudowy zdjęto z pokładu elementy o łącznej masie około 56 ton, co przyczyniło się do poprawy wysokości metacentrycznej, dodano też balastu dennego. W trakcie kolejnego remontu w dniach 10 stycznia – 19 marca 1940 roku zamontowano na okręcie instalację demagnetyzacyjną . Piaskowski podaje, że w 1940 roku z „Groma” usunięto hydrofony i zainstalowano azdyk (na „Błyskawicy” modyfikację taką przeprowadzono w czerwcu 1940 r.), w innych opracowaniach nie ma o tym wzmianki.

### Malowanie
Burty kadłuba ponad linią wodną, nadbudówki, uzbrojenie, osprzęt ratunkowy i wyposażenie pokładowe były pomalowane jasnoszarą farbą, pokłady pomalowano farbą szarą, o odcieniu ciemniejszym niż ta, którą pomalowano burty i nadbudówki. Podwodna część kadłuba była koloru brunatnoczerwonego, od części nadwodnej oddzielał ją pas barwy czarnej. Czarna była także kapa komina. Drewniane elementy pokładowe (np. gretingi na GSD, części masztów i trapów zejściowych) oraz drewniane części osprzętu ratunkowego (m.in. nadburcia, stery i ławki szalup, wiosła) pozostawiono w kolorze naturalnym, jednak wewnętrzne części kadłubów szalup pomalowano na kolor biały.
Okręt otrzymał znak burtowy „G”, namalowany na obu burtach w części dziobowej. Litery namalowane były białą farbą, miały czarne cienie i wysokość ok. 3 m. W 1938 roku, w związku ze zmianą przepisów o symbolach identyfikacji okrętów, zamalowano białe litery „G” na burtach. Po przybyciu do Wielkiej Brytanii we wrześniu 1939 roku na burtach na wysokości GSD oraz na rufie namalowano kolorem czarnym przypisany okrętowi znak taktyczny: H 71.
W trakcie przebudowy okrętu w październiku 1939 roku cały okręt przemalowano na kolor ciemnoszary, jedynie maszt od 2/3 wysokości pomalowano na biało. Ponadto białym kolorem namalowano na ścianach bocznych maski stanowiska nr 3 dział artylerii głównej zegary do przekazywania danych (dotychczas zegar taki znajdował się na lewej ściance maski stanowiska dział nr 3). Przed rozpoczęciem kampanii norweskiej zegary te usunięto, domalowano natomiast na dziobie nad linią wodną białą falkę, która miała za zadanie utrudnić przeciwnikowi określenie prędkości okrętu.

## Przebieg służby

### Okres przedwojenny

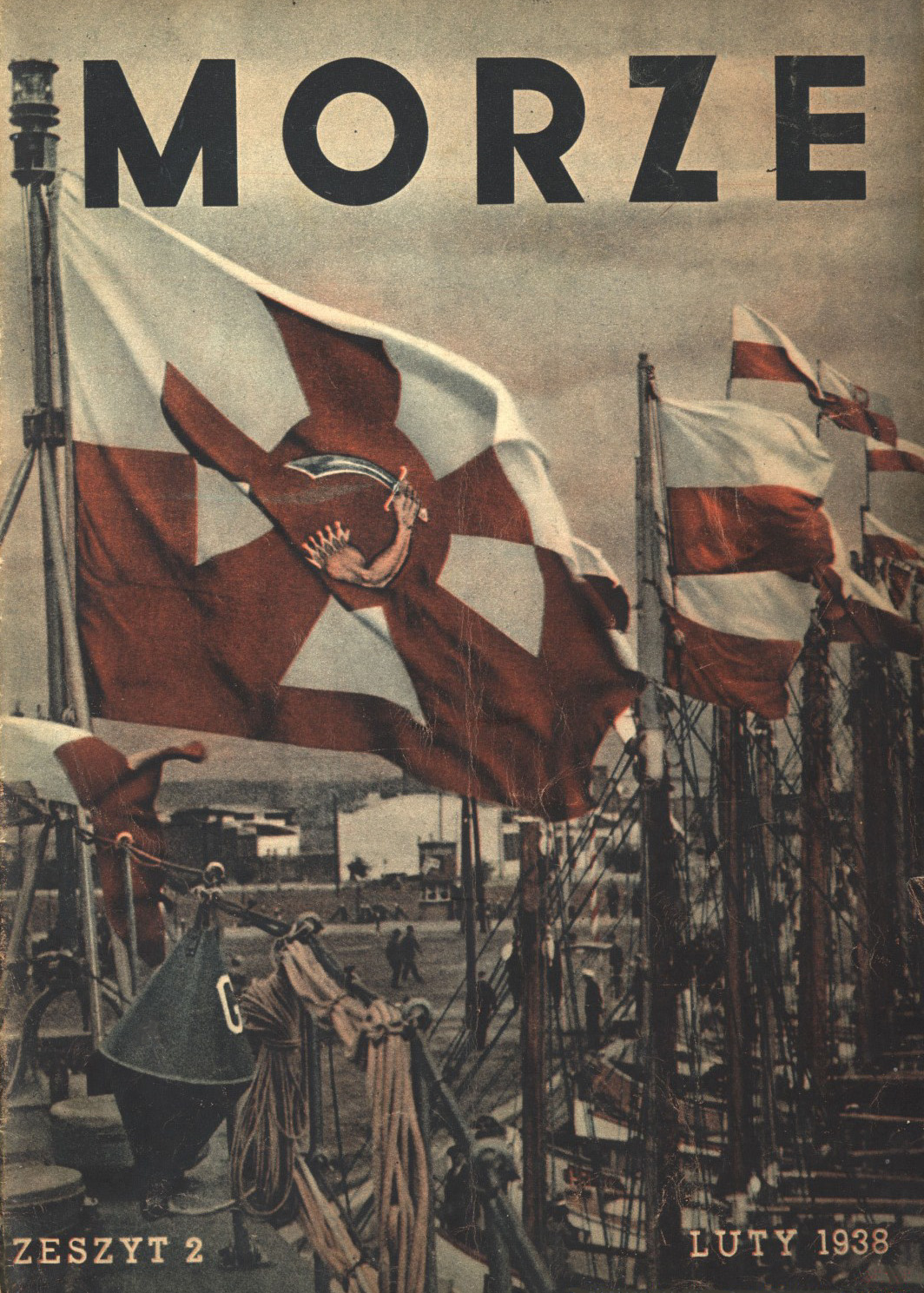
Okładka miesięcznika „Morze” z lutego 1938 roku, przedstawiająca widok dziobowej pokładówki „Groma” z proporcem MW oraz bojką z literą „G” – znakiem okrętu

W czerwcu 1937 roku „Grom” został wcielony w skład Dywizjonu Kontrtorpedowców, z tą chwilą rozpoczęły się szkolenia załogi i ćwiczenia zespołowe, których celem było osiągnięcie pełnej gotowości morskiej i bojowej. Okręt został jednostką flagową Dywizjonu KT, ponieważ dowódca „Groma”, kmdr por. St. Hryniewiecki był jednocześnie dowódcą Dywizjonu KT. 29 czerwca 1937 roku w składzie Dywizjonu okręt wziął udział w paradzie morskiej z okazji Święta Morza. 20 sierpnia tego roku wraz z Dywizjonem KT udał się do Tallina w celu złożenia kurtuazyjnej wizyty, a następnie 24 sierpnia odwiedził Rygę. Wizyta trwała do 26 sierpnia. Po powrocie na okręcie kontynuowano do 16 listopada cykl szkoleń załogi. W tym czasie „Grom” przeszedł do portu w Oksywiu, gdzie przezimował. Wiosną na okręcie trwały prace kontrolne, związane ze zbliżającym się końcem okresu gwarancyjnego. Zakończyły się one 10 maja, i załoga mogła rozpocząć nowy sezon szkoleń . W międzyczasie 9 maja dowódcę okrętu odwiedził Jan Kiepura, który służąc w Batalionie Morskim był podkomendnym kmdr. Aleksandra Hulewicza w czasie wojny polsko-bolszewickiej. Zaśpiewał z pomostu dla marynarzy „Groma”, a załoga w odpowiedzi zaśpiewała dla niego „Morze, nasze morze”. W dniach 2–7 czerwca 1938 roku okręt przebywał w stoczni w związku z koniecznością przeprowadzenia drobnych napraw gwarancyjnych oraz niewielkich modernizacji. 29 czerwca ponownie uczestniczył w paradzie morskiej uświetniającej obchody Święta Morza. 22 sierpnia Dywizjon KT udał się na trwającą do 24 sierpnia wizytę do Kopenhagi (tym razem okrętem flagowym była „Błyskawica” dowodzona przez kmdr. por. Tadeusza Podjazd-Morgensterna). Zimę okręt spędził w porcie na Oksywiu .
W końcu zimy rozpoczęto kolejny sezon szkoleniowy. W trakcie ćwiczeń desantowych, które odbywały się 28 lutego 1939 roku, okręt wszedł na mieliznę w okolicach pławy GD na wysokości Babiego Dołu. Konsekwencjami tego były: uszkodzenie obu śrub, utrata owiewek wałów napędowych i skrzywienie lewego wału napędowego. Komisja dochodzeniowa, powołana przez szefa KMW w celu zbadania przyczyn wypadku, ustaliła, że odpowiedzialny za doprowadzenie do wypadku był zaokrętowany wówczas na „Gromie” dowódca Dywizjonu KT kmdr por. T. Podjazd-Morgenstern, który zdając służbę na mostku nie podał oficerowi wachtowemu aktualnego położenia i kursu okrętu. W trakcie dochodzenia ustalono także, że poziom wyszkolenia oficerów Dywizjonu KT był niezadowalający (co przejawiało się m.in. tym, że obejmujący wachtę oficerowie nie sprawdzili pozycji i kursu okrętu), odpowiedzialnością za to również obarczono dowódcę Dywizjonu. W rezultacie kmdr. Podjazd-Morgensterna pozbawiono dowództwa Dywizjonu KT i przypisano mu do zwrotu koszt naprawy powstałych uszkodzeń (wycenionych na 77 550 zł). Na stanowisku dowódcy Dywizjonu zastąpił go kmdr por. Roman Stankiewicz. „Grom” został odholowany na naprawę do Gdyni. 7 marca w Stoczni Gdyńskiej zdarzył się kolejny wypadek – podczas wprowadzania niszczyciela do doku holownik „Kaper” uderzył w jego burtę, powodując wgniecenia poszycia kadłuba pomiędzy wręgami 142-143. Okręt zadokowano, jednak w związku z napiętą sytuacją polityczną, wynikającą z aneksji Kłajpedy przez III Rzeszę, naprawy zostały przyspieszone, w wyniku czego nie udało się w pełni zidentyfikować i naprawić uszkodzeń wału – sprawiał on później problemy podczas realizacji planu „Peking” .

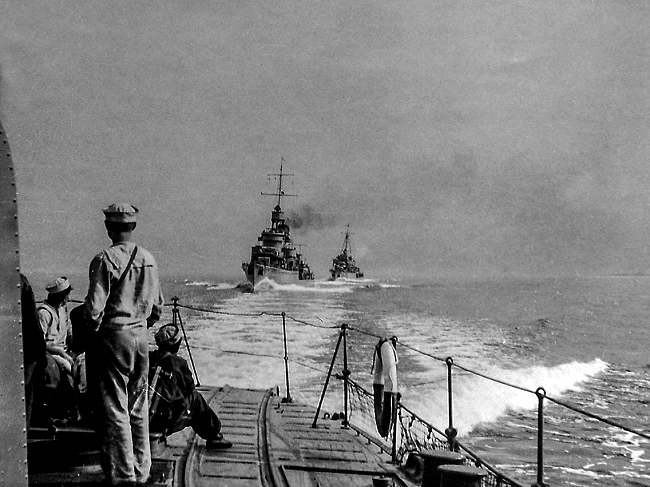
Dywizjon Kontrtorpedowców realizując plan „Peking” udaje się do Wielkiej Brytanii. Widok z rufy „Błyskawicy” na „Groma” (następny w szyku) i „Burzę” (zamyka formację).

18 marca okręt miał osiągnąć gotowość bojową i już 20 marca rozpoczął wraz z pozostałymi okrętami Dywizjonu KT patrole bojowe na wodach Zatoki Gdańskiej w rejonach Gdańska, Królewca i Rozewia, w celu monitorowania ruchów niemieckiej floty i transportów wojskowych oraz zapobieżenia ewentualności aneksji Gdańska. Stan gotowości bojowej zawieszono jedynie na okres obchodów Dni Morza (28 czerwca – 2 lipca) . 20 czerwca kmdr Hryniewiecki został ze względu na stan zdrowia przeniesiony w stan spoczynku, a dowództwo „Groma” objął kmdr ppor. Aleksander Hulewicz (według innego źródła dowódcą był od 13 marca 1938). O ile od 5 maja „Grom” pozostawał w 7-godzinnej gotowości bojowej, przed wybuchem wojny okręt, podobnie jak pozostałe jednostki MW RP, przeszedł w tryb stałej gotowości bojowej. 30 sierpnia dowódca okrętu odebrał rozkaz wykonania planu „Peking” . W związku z tym o godzinie 14:15 wyznaczone okręty Dywizjonu KT, w tym „Grom”, podniosły kotwice i opuściły Oksywie, udając się do Wielkiej Brytanii – portem docelowym był Leith w Szkocji. „Grom” płynął jako drugi w szyku, za flagową „Błyskawicą”. O północy okręty polskie weszły do Sundu, na wody Kattegatu wypłynęły rankiem 1 września 1939 roku. Na Morzu Północnym dotarła do nich wiadomość o rozpoczęciu wojny. Na pozycji 56°07′N 01°42′W o godzinie 12:58 1 września nastąpiło spotkanie z brytyjskimi niszczycielami HMSS „Wallace” i „Wanderer” pod dowództwem kmdr. por. Reginalda F. Morice’a, które odprowadziły polskie okręty do Leith.

### W okresie „dziwnej wojny”
Jeszcze w drodze do Leith, w zatoce Firth of Forth, o godzinie 14:20 na okrętach odebrano sygnał „Smok”, oznaczający rozpoczęcie działań wojennych przeciwko Niemcom. Po wizycie dowódcy Dywizjonu KT u głównodowodzącego bazy Rosyth, adm. Ch. Ramseya, okręty przebazowano w nocy z 1 na 2 września do Rosyth. Ponieważ Wielka Brytania nie była jeszcze w stanie wojny z Niemcami, okręty polskie traktowano jako przybyłe z kurtuazyjną wizytą. Z chwilą odrzucenia przez Niemcy ultimatum rządu brytyjskiego dnia 3 września 1939 i przystąpienia Wielkiej Brytanii do wojny okręty polskie mogły wejść do akcji u boku Royal Navy. Na polskie niszczyciele zaokrętowano angielskie grupy łącznikowe – na „Groma” przybyli kpt. mar. S. H. Dennis, telegrafista M. B. J. Dufty, sygnaliści: W. T. Land, A. H. Trice i A. M. Ferrier. W wyniku rozmów co do wykorzystania polskich okrętów, jakie miały miejsce w Londynie 3-4 września pomiędzy Pierwszym Lordem Admiralicji, W. Churchillem i Pierwszym Lordem Morskim, adm. D. Poundem a dowódcą Dywizjonu KT, zdecydowano przydzielić Dywizjon KT do dyspozycji dowództwa „Western Approaches” (obszar obejmujący zachodnie podejścia do Wysp Brytyjskich). W związku z tym na okręty załadowano wyposażenie, niezbędne do służby w warunkach atlantyckich (m.in. odpowiednią odzież), i 6 września wyruszyły one w rejs do Plymouth trasą wokół północnych wybrzeży Wysp Brytyjskich.
W trakcie rejsu 7 września około godz. 15 w cieśninie Little Minch pomiędzy Szkocją a Hebrydami wykryto nieprzyjacielski okręt podwodny. Został on zaatakowany bombami głębinowymi przez „Błyskawicę” i „Groma”, ponadto artylerzyści „Groma” ostrzelali obiekt z działka plot 40 mm, który zidentyfikowali jako wynurzony kiosk U-Boota. W rezultacie ataku na powierzchnię wypłynęła duża plama ropy, co dało powody do uznania że okręt podwodny został poważnie uszkodzony lub prawdopodobnie zatopiony (nie potwierdzono tego w powojennych analizach). Okręty uzupełniły paliwo w Milford Haven (Walia) 8 września i następnego dnia wyruszyły w dalszą drogę. U południowo-zachodnich wybrzeży Wysp, na pozycji 51°07′N 05°33′W, obserwatorzy na „Gromie” wypatrzyli peryskop okrętu podwodnego, który został zaatakowany bombami głębinowymi, jednak bezskutecznie. 9 września około godziny 17 okręty Dywizjonu dotarły do Devonport. Następnego dnia powitał je osobiście, odwiedzając polskie okręty, dowódca „Western Approaches”, adm. Martin Dunbar-Nasmith. Oficerowie zostali zaproszeni na powitalne przyjęcie do kasyna. Zadaniem polskich niszczycieli miało być eskortowanie konwojów kursujących wzdłuż południowych wybrzeży Wysp, od Cieśniny Kaletańskiej do zachodniego wejścia do kanału La Manche. W pierwszą akcję eskortową „Grom” wyszedł 15 września, w towarzystwie niszczycieli HMSS „Jackal” i „Janus”: konwoje OA-5 i OA-5A odprowadzono z kotwicowiska Downs na Atlantyk, do pozycji 53ºN 16ºW. W trakcie rejsu „Grom” musiał odłączyć się chwilowo od konwoju w celu uzupełnienia paliwa. Do portu w Plymouth powrócił 19 września. W dniach 21–24 września eskortował wraz z „Janusem” i „Jackalem” kolejny konwój, OA-8, od Foreland do momentu rozwiązania konwoju, do portu powrócił 25 września. Pomiędzy 27 a 29 września niszczyciel eskortował cztery duże transportowce pomiędzy przylądkiem Lizard a wyspą Wight. W trakcie rejsu, który odbywał się na wzburzonym morzu (stan 5), okręt doznał przechyłu, który osiągnął 42º i trwał przez pewien czas, wówczas fala zmyła z pokładu „Groma” bosmanmata Władysława Szczur-Kalinowskiego – akcja ratunkowa nie przyniosła rezultatu.
Ponieważ także „Błyskawica” wykazywała niezadowalającą stateczność w warunkach oceanicznych, co groziło kolejnymi wypadkami, adm. Dunbar-Nasmith polecił zbadać przyczyny tego stanu rzeczy. Okazało się, że wysokość metacentryczna obu niszczycieli (48-52 cm) jest w porównaniu do niszczycieli brytyjskich (70-80 cm) gorsza. Sugerowano poprawić ją przez zdjęcie z każdego okrętu przedniego stanowiska artylerii głównej, jednego aparatu torpedowego i zastąpienie rozbudowanego głównego masztu lżejszym. Dowódca Dywizjonu KT po naradzie z głównym mechanikiem nie zgodził się na usuwanie uzbrojenia, zdecydowano zdjąć z okrętów mniej istotne ciężary położone powyżej środka ciężkości (zobacz: Modernizacje) – w sumie kosztem odciążenia okrętu o 56 ton wysokość metacentryczna zwiększyła się do 75 cm. W trakcie remontu 10 października 1939 r. „Groma” i „Błyskawicę” wizytował Edward Raczyński, ambasador RP w Londynie .

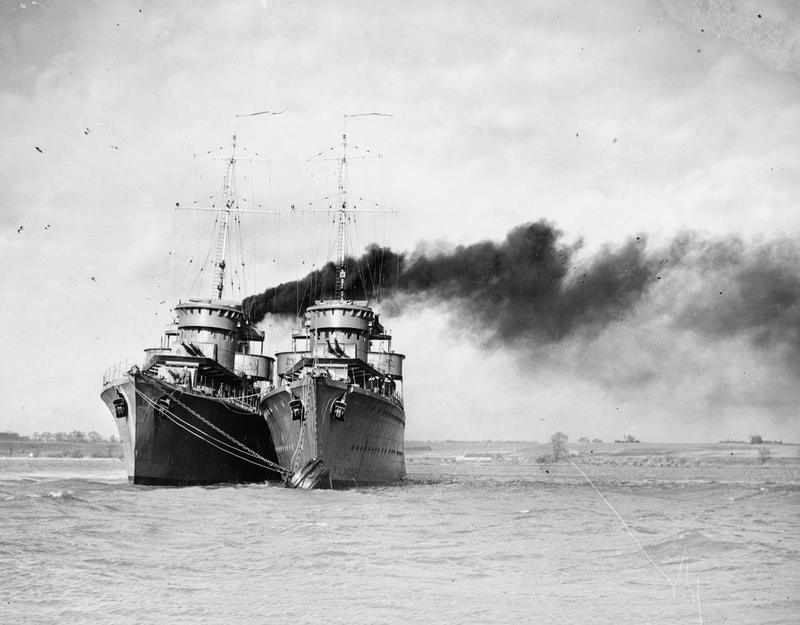
„Błyskawica” i „Grom” (z prawej) stoją na beczce w brytyjskim porcie – okręty są po przebudowie, która nastąpiła w październiku 1939 roku

Ponieważ w Admiralicji powstało podejrzenie, że wody neutralnej Irlandii są wykorzystywane przez niemieckie U-Booty i statki je zaopatrujące, postanowiono, że należy tej ewentualności zapobiec. Jednocześnie obawiano się, że ewentualne naruszenie wód terytorialnych przez patrolujące okręty brytyjskie może pogorszyć stosunki polityczne pomiędzy obydwoma krajami. Zdecydowano więc na wysłanie na patrol irlandzki polskiego Dywizjonu KT. 22 października 1939 roku „Grom” i pozostałe niszczyciele Dywizjonu wyszły z Plymouth i następnego dnia o godzinie 13:30 osiągnęły wyznaczony rejon patrolowania na wysokości latarni morskiej Schelling Rocks. Od 24 do 26 października okręty patrolowały rejony od południowo-zachodniego krańca wyspy po Achill Head – w ciągu dnia zespołowo, nocą każdy okręt samodzielnie. Po uzupełnieniu paliwa w Belfaście 28 października okręty wyruszyły w rejs powrotny przez Kanał Północny. W trakcie rejsu „Grom” wespół z „Błyskawicą” atakował bombami głębinowymi okręt podwodny, którego peryskop zaobserwowano. Atak nie przyniósł efektów, kontynuowanie tropienia U-Boota przekazano patrolowcowi „P-36”. 29 października wszystkie okręty Dywizjonu KT zawinęły do Plymouth. W związku z decyzją o przydzieleniu do 22. Flotylli Niszczycieli (niszczyciele HMSS „Exmouth”, „Ilex”, „Imperial”, „Isis” i „Keith” pod dowództwem komandora R. S. Bensona) formującej się w Harwich („Nore Command”, wadm. sir H. S. Brownrigg – polskie niszczyciele wraz z HMS „Keith” utworzyły 44 Dywizjon tej Flotylli) opuściły Plymouth i przez kanał La Manche 30 października 1939 r. dotarły do nowego portu bazowania .
Nowe obowiązki obejmowały eskortowanie żeglugi kabotażowej u południowo-wschodnich wybrzeży Wysp oraz patrole na Morzu Północnym u wybrzeży Niemiec i Holandii. Na pierwszy z patroli, od Dover do Zatoki Helgolandzkiej, polska trójka wyruszyła 1 listopada w towarzystwie HMS „Keith”. 6 listopada „Grom” wraz z „Błyskawicą” wyruszyły by dołączyć do eskorty konwoju FN-33 z Hull do Dover. Następnego dnia w rejonie Dogger Bank polskie okręty zostały zaatakowane torpedami przez dwa niemieckie He-115, jednak udało im się wyminąć zrzucone torpedy . W dniach 11–13 listopada „Grom” z „Burzą” eskortowały konwój FN-35 do Hull, a 14 listopada „Grom” z „Błyskawicą” eskortowały konwój z Dover do wysokości Harwich . 17 listopada wszystkie okręty Dywizjonu KT udały się do Rosyth, gdzie załogi polskich okrętów (oprócz niszczycieli także bazujących tam okrętów podwodnych) odwiedził premier RP gen. Władysław Sikorski. Po powrocie do Harwich, 21 listopada „Grom” wraz z „Burzą” i trzema brytyjskimi niszczycielami udał się na kolejny patrol. W jego trakcie idący za „Gromem” niszczyciel HMS „Gipsy” wszedł na minę i zatonął. „Grom” udzielił pomocy rozbitkom ze statku „Terukuni Maru”, również zatopionego na minie . Następnego dnia „Grom” i „Błyskawica” wyszły, aby rozstrzelać dryfujące miny w okolicach Kentish Knock. 27 listopada „Keith”, „Błyskawica” i „Grom” otrzymały zadanie eskortowania konwoju płynącego z Londynu do portów na wschodnim wybrzeżu Wysp. W trakcie rejsu 30 listopada na minie zatonął statek komodora konwoju, „Sheaf Crest”. Pomiędzy 1 a 12 grudnia „Grom” uczestniczył w krótkich patrolach i eskortowaniu kolejnych konwojów na trasach wzdłuż południowo-wschodnich wybrzeży Wielkiej Brytanii. Około 15 grudnia polskie okręty włączono do dowodzonej przez kmdr. G. Creasy’ego 1. Flotylli Niszczycieli. Po krótkim postoju w Harwich w celu konserwacji urządzeń i wyczyszczenia kotłów, okręt ponownie uczestniczył w akcjach patrolowych i eskortowych, z kilkudniową przerwą na okres świąt Bożego Narodzenia . 6 stycznia 1940 roku „Grom” z „Błyskawicą” i czterema innymi okrętami flotylli wyszedł na patrol, jednak ze względu na awarię jednego z kotłów musiał zawrócić do portu, skąd 10 stycznia został skierowany na remont do stoczni w Chatham, gdzie został zadokowany. Oprócz wyremontowania kotła wymieniono wówczas wyrzutnie bomb głębinowych oraz zainstalowano urządzenie demagnetyzacyjne . W stoczni okręt przebywał do 19 marca, do Harwich powrócił 22 marca. Po ćwiczeniach, mających na celu przywrócenie gotowości bojowej, 29 marca „Grom” wraz z „Błyskawicą”, „Burzą”, HMSS „Grenade” i „Gurkha” przeprowadziły patrol w rejonie Terschelling, z którego powróciły do bazy 31 marca. 1 kwietnia podobny patrol odbył się w rejonie ujścia Tamizy . Po powrocie Dywizjon KT został oddany do dyspozycji dowódcy Home Fleet i został przebazowany do Rosyth .

### Kampania norweska

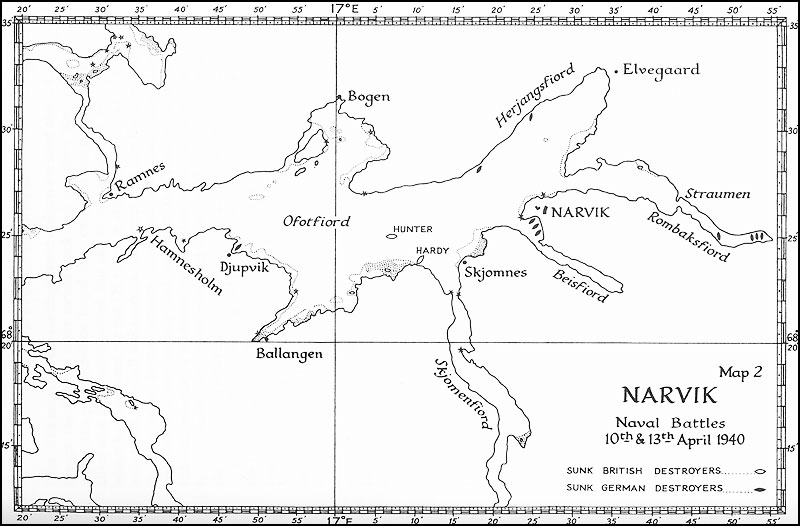
Mapka Ofotfjordu – na tych wodach działały w trakcie kampanii norweskiej polskie niszczyciele. Fiord Rombakken jest południowo-wschodnią częścią tego fiordu.

Przebazowanie miało związek z planowanymi operacjami alianckimi na wodach Norwegii. Admiralicja planowała zablokować transport rud żelaza z norweskiego portu Narwik do Niemiec przez postawienie zagród minowych na trasach frachtowców na wodach terytorialnych Norwegii (operacja „Wilfried”) oraz wspomóc Finlandię, toczącą wojnę z ZSRR, przez wysadzenie sił ekspedycyjnych w północnej Norwegii, którędy można by dostarczyć pomoc dla walczących Finów (plan R4). W tym samym czasie Niemcy planowali dokonać inwazji na Danię i Norwegię (operacja „Weserübung”), m.in. aby zapewnić dostawy surowców.
4 kwietnia 1940 r. Dywizjon KT, z nowym dowódcą – kmdr. por. Stanisławem Hryniewieckim, który zaokrętował się na „Gromie”, z krążownikami HMSS „Arethusa” i „Galatea” (2 Eskadra Krążowników, pod dowództwem wadm. G. Edwarda-Collinsa) udał się na Morze Północne, gdzie miał eskortować krążowniki HMSS „Berwick”, „York”, „Glasgow” i „Devonshire”, transportujące oddziały desantowe, przeznaczone do zajęcia norweskich portów Bergen i Stavanger. Jednak operacja została odwołana, okręty z desantem zawrócono do portów – alianci wykryli ruchy Kriegsmarine, związane z rozwijającą się operacją „Weserübung”, jednak zinterpretowali je jako próbę przerwania blokady Morza Północnego i wyjścia rajderów na Atlantyk, czemu postanowili przeciwstawić się. W tym celu m.in. skierowano na patrol 2. Eskadrę Krążowników i okręty Dywizjonu KT, jednak nie napotkały one nieprzyjaciela i powróciły do baz – polski Dywizjon do Scapa Flow . 7 kwietnia okręty Dywizjonu KT wyszły z portu, w celu dołączenia do eskorty konwoju HN-24, płynącego z Bergen do Szkocji. Konwój osiągnął port docelowy 12 kwietnia, następnego dnia polskie okręty powróciły do Scapa Flow. W dniach 14 i 17 kwietnia „Grom” uczestniczył w patrolach na wodach Skagerraku i Kattegatu. 17 kwietnia „Groma” z „Błyskawicą” oraz HMSS „Tartar” i „Javelin” wysłano w celu ochrony powracającego do Anglii uszkodzonego krążownika HMS „Suffolk” .
Aliantom po ciężkich walkach udało się opanować przyczółki w okolicach Narwiku (zobacz: Bitwa o Narwik), jednak nie udało się całkowicie wyprzeć Niemców i walki trwały nadal, przy czym siły lądowe były wspierane przez alianckie marynarki wojenne, które poniosły w trakcie działań poważne straty (zatopionych zostało 6 alianckich niszczycieli, zobacz: Bitwy morskie pod Narwikiem). W związku z tym Dywizjon KT otrzymał rozkaz wyruszenia 19 kwietnia 1940 roku ze Scapa Flow do fiordów norweskich. Rejs odbywał się w bardzo ciężkich warunkach pogodowych, w wyniku sztormu poważnych uszkodzeń doznała „Burza” i musiała zawrócić do portu. Kontynuujące rejs „Grom” i „Błyskawica” były 20 kwietnia o godz. 12:48 atakowane przez okręt podwodny U-9, dowodzony przez Wolfganga Lütha. W wystrzelonych torpedach zawiodły zapalniki magnetyczne, jedna z nich eksplodowała w odległości kilkudziesięciu metrów od burty „Błyskawicy” nie powodując uszkodzeń. Atak był zaskoczeniem dla polskich załóg, sądzono, że dokonał go samolot. Polskie niszczyciele 21 kwietnia dotarły do Skjelfjordu na Lofotach, który stał się ich tymczasową bazą. Stamtąd dokonywały wypadów w głąb fiordów w okolicach Narwiku. Przez pierwszy tydzień patrolowały samodzielnie południową część Vestfjordu i osłaniały pancernik HMS „Warspite”, ostrzeliwujący pozycje niemieckie. Później okręty skierowano do bezpośredniego wsparcia wojsk alianckich walczących pod Narwikiem. W pierwszą misję w tamtej okolicy „Grom” udał się 29 kwietnia, zmieniając „Błyskawicę”, która powróciła w celu uzupełnienia paliwa do Skjelfiordu. Miejscem docelowym był Rombakkenfjord. Na jego wybrzeżach znajdowały się pozycje wojsk niemieckich, strzegących strategicznie ważnej linii kolejowej, biegnącej z Narwiku do miast szwedzkich, i będącej jedyną drogą, którą mogło być dostarczane zaopatrzenie dla niemieckich wojsk w rejonie Narwiku. Zadaniem okrętów alianckich, w tym „Groma”, było niszczenie pozycji wojsk niemieckich oraz transportów zaopatrzenia. Zmieniające się na patrolach polskie niszczyciele ostrzeliwały linię kolejową, mosty i wiadukty, a nawet pojedynczych żołnierzy niemieckich poruszających się w terenie, co spowodowało, że ruch na linii kolejowej i na pozycjach niemieckich został sparaliżowany i morale wojsk niemieckich obniżone. Polskie okręty doczekały się wśród żołnierzy niemieckich rozmaitych pejoratywnych określeń (np. „przeklęty Polak”, „Menschenjäger” (niem.: „łowca ludzi”)) .

#### Zatopienie okrętu

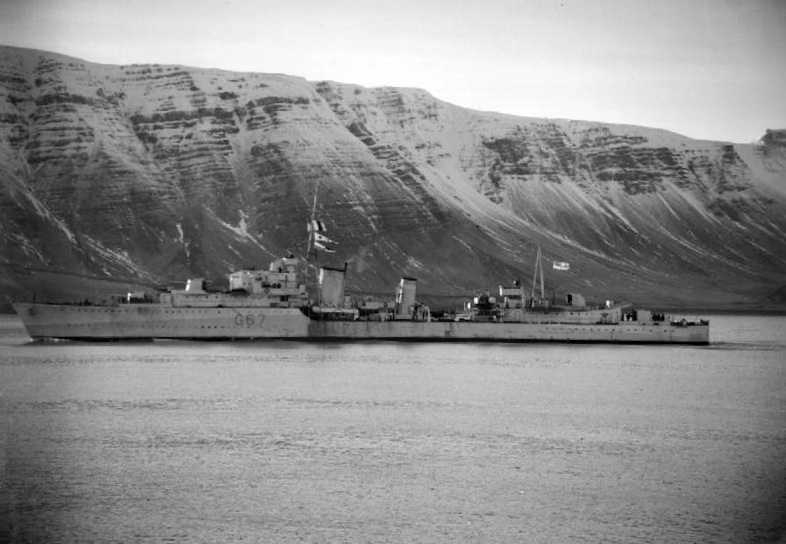
HMS „Bedouin” brał udział w ratowaniu rozbitków z „Groma”

W celu odpędzenia okrętów alianckich Niemcy zdecydowali się urządzić zasadzkę i przygotowali zamaskowane stanowiska armat przeciwpancernych i polowych, z których zamierzali ostrzelać patrolujące okręty. 2 maja „Błyskawica”, która wpłynęła do Rombakkenfiordu, została ostrzelana i uszkodzona, w wyniku czego na rozkaz adm. Boyle’a udała się do Skjelfiordu na naprawę. Kmdr Hryniewiecki zaproponował, że na patrolu uszkodzony okręt będzie zastąpiony przez „Groma”. Okręty spotkały się około pół godziny po północy, dowódca Dywizjonu KT wraz z oficerem-mechanikiem, kmdr. por. Ferdynandem Hermanem, przeokrętował się z uszkodzonej „Błyskawicy” na „Groma” . 3 maja „Grom” wpłynął na wody Rombakenfjordu i, podobnie jak wcześniej „Błyskawica”, został ostrzelany przez niemiecką artylerię. Polskim artylerzystom udało się zniszczyć stanowisko ogniowe działa przeciwpancernego, jednak w trakcie walki okręt też został trafiony w prawą burtę, uszkodzony został kocioł nr 3. Decyzją dowódcy Dywizjonu KT okręt opuścił na pewien czas Rombakkenfjord, by na wodach Herjangsfjordu załoga mogła w spokoju usunąć uszkodzenia. Po powrocie zlikwidowano kolejne trzy wykryte stanowiska niemieckiej artylerii polowej – w rezultacie ostrzał okrętu ustał. Zlikwidowano także stanowisko obserwacyjne oraz, dla uczczenia rocznicy Konstytucji 3 maja, zniszczono flagę niemiecką ustawioną na jednym z okolicznych wzgórz. We współdziałaniu z pancernikiem HMS „Resolution”, na którego oddelegowano II oficera artylerii, zbombardowano tunel linii kolejowej. Na okręcie zużyto około 500 sztuk amunicji do dział artylerii głównej. Po południu na wody fiordu wpłynęły kolejne alianckie okręty, które kontynuowały ostrzał linii kolejowej. Noc okręt spędził u wejścia do Rombakkenfjordu, kontynuując obserwację ruchów niemieckich i niwecząc próby naprawy uszkodzonej linii kolejowej.
Rankiem 4 maja 1940 roku, wkrótce po zmianie wachty, która nastąpiła o godzinie 8, „Grom” przygotowywał się do wyruszenia ponownie w głąb Rombakkenfjordu. Około 8:30 zaobserwowano w odległości około 3-5 tysięcy metrów dwa niemieckie samoloty. Ogłoszono alarm przeciwlotniczy, naczelnik wachty (ZDO, kmdr ppor. Konrad Namieśniowski) wydał rozkaz ruszenia naprzód i wykonania uniku. W tym samym czasie dostrzeżono trzeci bombowiec, atakujący polski niszczyciel od strony słońca z wysokości ok. 5400 m. Zrzucił on sześć bomb, z których trafiły dwie: jedna w okolicy śródokręcia na prawej burcie na wysokości komina, druga w okolicy aparatów torpedowych. Spowodowały one rozdarcie poszycia prawej burty na długości około 20 m (w rejonie kotłowni nr 2), ponadto eksplozję zbiorników sprężonego powietrza przy aparacie torpedowym. Okręt przechylił się na prawą burtę, przełamał się na pół tuż za kominem i w ciągu dwóch-trzech minut zatonął .
Ataku dokonał samolot Heinkel He 111, należący do Kampfgruppe 100 (KG 100) i stacjonujący na lotnisku Vaernes koło Trondheim. Dowódcą samolotu był kapitan Gerhard (Gerd) Korthals, który za ten czyn odznaczony został Krzyżem Żelaznym I klasy.
Po rozkazie dowódcy załoga w spokoju, i pomagając sobie wzajemnie, ewakuowała się z tonącego okrętu. Ocalały tylko trzy tratwy ratunkowe, uratowano 17 oficerów, w tym dowódcę okrętu i dowódcę Dywizjonu Niszczycieli, oraz 137 podoficerów i marynarzy – wśród uratowanych było 26 rannych. Zginęło 59 członków załogi (1 oficer, 25 podoficerów i 33 marynarzy), część w wyniku wybuchów, część została zablokowana w pomieszczeniach wewnątrz okrętu (m.in. w pomieszczeniu bosmańskim, skąd nie mogli się wydostać przez zbyt wąskie bulaje), część w wodzie, w wyniku ostrzelania rozbitków z karabinów maszynowych przez Niemców. Dzięki poświęceniu oficera-mechanika, por. mar. Krąkowskiego, który zbiegł do kotłowni, aby odstawić kotły, oraz niezidentyfikowanego torpedysty, który zabezpieczył bomby głębinowe, nie nastąpiły podwodne wybuchy zagrażające pływającym w wodzie rozbitkom. Z pomocą przybyły brytyjskie okręty HMSS „Aurora”, „Enterprise”, „Bedouin” i „Faulknor”, które ostrzałem uciszyły karabiny ostrzeliwujące rozbitków polskiego niszczyciela i podjęły ich z wody . Woda w fiordzie miała temperaturę około 3 °C, niektórzy marynarze zmarli później na pokładach brytyjskich okrętów z powodu hipotermii. Akcja ratunkowa trwała około 40 minut. Ocalałych marynarzy przekazano na pokład pancernika HMS „Resolution”, a z niego, z zachowaniem morskiego ceremoniału, jeszcze tego samego dnia na „Burzę”, która przewiozła ich na okręt szpitalny „Atlantis”. Zdrowi powrócili do Anglii na pokładzie transportowca wojskowego „Monarch of Bermuda”, z Greenock pociągiem dojechali na okręt-bazę ORP „Gdynia”.
Szef KMW nie zarządził przeprowadzenia śledztwa w sprawie utraty okrętu. Wprawdzie nie dopatrzono się winy dowódcy okrętu, kmdr. por. Hulewicza, i nie postawiono mu zarzutów, jednak jego kariera została zachwiana – nie powierzono mu już samodzielnego dowództwa na żadnym okręcie MW. 82 członkom załogi „Groma” przyznano polskie i brytyjskie odznaczenia: m.in. kmdr por. Hulewicz odznaczony został przez króla Jerzego VI Distinguished Service Order. Por. mar. Aleksy Krąkowski został w uznaniu jego poświęcenia promowany pośmiertnie do stopnia kapitana marynarki. Ocaleni członkowie załogi zostali, po urlopie odpoczynkowym, skierowani ponownie do służby – większość z nich obsadziła przejęty przez RN francuski niszczyciel „Ouragan”.

### Podsumowanie służby okrętu
W okresie przedwojennym okręt trzykrotnie reprezentował MW podczas wizyt kurtuazyjnych w zagranicznych portach. W trakcie służby wojennej okręt przebył 15 000 Mm. Uczestniczył w 20 patrolach operacyjnych, eskortował pięć konwojów przybrzeżnych i sześć pełnomorskich. Siedmiokrotnie atakował nieprzyjacielskie okręty, dwukrotnie odpierał ataki lotnicze. Wspierał działania wojsk lądowych w trakcie operacji pod Narwikiem – zniszczył kilka stanowisk niemieckiej artylerii polowej.

## Załoga okrętu
Dowódcy:
- kmdr por. Stanisław Hryniewiecki – 25 I 1937 – 20 VI 1938
- kmdr ppor. Aleksander Hulewicz – 13 III wzgl. 20 VI 1938 – 4 V 1940

Zastępcy dowódcy:
- kmdr ppor. Konrad Namieśniowski (14 II – 4 V 1940)[111]

| Lista marynarzy poległych w wyniku zatopienia ORP „Grom”: |
| --- |
| - Jan Adamczyk – mat - Jan Bednarz – mat - Edmund Bielak – mat - Stefan Baumert – bosman - Wiktor Borek – bosman - Józef Borkowski – bosmanmat - Henryk Boryczko – st. marynarz - Wacław Cytowicz – st. marynarz - Leon Chylewski – marynarz - Edward Czechowski – mat - Kazimierz Dmochowski – bosmanmat - Edmund Domicz – st. bosman - Tadeusz Dwornicki – mat - Tadeusz Dziak – st. marynarz - Teodor Ebertowski – marynarz - Jan Fornalik – st. marynarz - Zbigniew Gąsiorowski – marynarz - Jerzy Głażewski – st. marynarz - Władysław Głowacki – st. marynarz - Tadeusz Górzycki – st. marynarz - Jan Hojło – st. bosman - Kazimierz Janusiewicz – bosman - Władysław Jarczyński – st. bosman - Jerzy Jurkowski – bosman - Wacław Kamiński – bosmanmat - Stefan Köhna – mat - Mieczysław Kołakowski – st. bosman - Władysław Kostecki – st. marynarz - Aleksy Leszek Krąkowski – kpt. mar., II mech. - Ryszard Książonek – mat - Edward Kubalski – st. marynarz - Józef Kucharski – bosman - Józef Kurek – bosman - Stanisław Leszczyński – bosman - Józef Łuszczewski – bosmanmat - Marcin Łyskawa – bosmanmat - Kazimierz Major – marynarz - Mieczysław Materka – st. marynarz - Stanisław Mejdus – bosmanmat - Piotr Misztal – st. marynarz - Zygmunt Muchar – marynarz (zmarł 5 maja 1940 roku na okręcie szpitalnym „Atlantis”) - Paweł Noga – bosmanmat - Jan Nowak – marynarz - Zdzisław Owczarek – st. marynarz - Franciszek Pauka – mat - Bronisław Peissert – marynarz - Wacław Perkowski – st. bosman - Józef Pniak – bosman - Tadeusz Podstolak – st. marynarz - Roman Press – mat - Stanisław Ruszkiewicz – st. marynarz - Jan Sejbuk – marynarz - Jerzy Skorski – mat - Józef Szwechtowicz – marynarz - Józef Więżewski – st. marynarz (zmarł na HMS „Resolution”) - Michał Wojdyło – st. bosman - Stanisław Zegartowski – mat - Władysław Zieliński – mat - Dominik Żyźniewski – bosmanmat - Według Pertka podczas zatopienia „Groma” poległ również brytyjski oficer łącznikowy kmdr. R. R. Graham, wcześniej zastępca dowódcy krążownika HMS „Exeter”. |

## Wrak okrętu
Wrak „Groma” został odnaleziony 6 października 1986 roku podczas prac prowadzonych przez Królewską Marynarkę Wojenną Norwegii. Zdemontowano wówczas z mostka okrętu naktuz. W celu ustalenia, czy wrak okrętu i substancje w nim zawarte nie stwarzają zagrożenia zanieczyszczenia środowiska naturalnego, wrak okrętu był poddany ponownym oględzinom w 1996 roku. Wykonano je przy pomocy zdalnie sterowanego robota typu Sea Hawk, na zlecenie norweskiego Państwowego Przedsiębiorstwa ds. Kontroli nad Zanieczyszczeniami. Jak stwierdzono, kadłub okrętu leży na głębokości 105 m (115 m), na piaszczysto-skalistym dnie o nachyleniu ok. 15-16º. Kadłub jest przełamany na dwie części, brakuje około 16 m śródokręcia, część dziobowa leży kilem do góry, rufowa zaś na prawej burcie obok części dziobowej, a wiele elementów okrętu w trakcie tonięcia oderwało się i uległo rozproszeniu na dosyć dużej powierzchni dna . Choć miejsce trafienia jest silnie zniszczone w wyniku eksplozji, kadłub jest w dobrym stanie, nie wykazuje zaawansowanej korozji. W raporcie Komisji stwierdzono, że we wraku znajduje się ok. 135 ton ciężkiego oleju, ale nie wydaje się prawdopodobne, by mógł on przedostać się do środowiska w ciągu 20-30 lat. Ze względu na zalegającą we wraku amunicję zalecono utrzymać zakaz nurkowań do wraku. Kolejne jego badanie miało miejsce w sierpniu 2010 r. i brało w nim udział 10 nurków z Polski i Szwecji. Uściślono wtedy, że wrak okrętu znajduje się na głębokości 115 m, spoczywa pionowo na ścianie skały i jest przełamany na pół. Podczas badań powstał film dokumentalny, a nurkom nie wolno było nic dotykać ani wyławiać.
„Grom”, wychodząc z Harwich do Rosyth, zostawił w porcie motorówkę. Została ona sprzedana na licytacji i przerobiona na jacht żaglowy. W roku 1991 pływała pod nazwą „Storm” w rejonie Harwich.

## Upamiętnienie

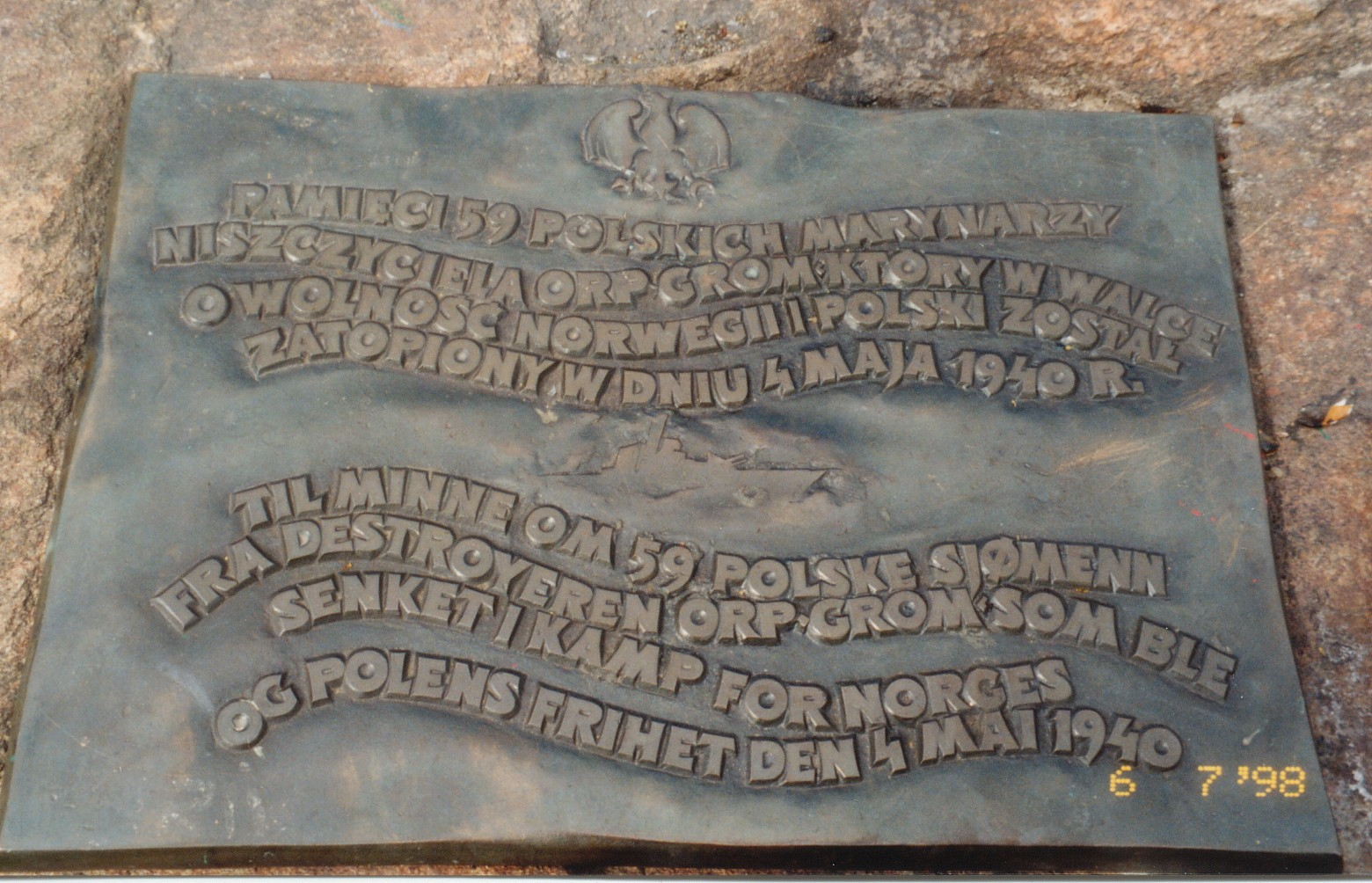
Tablica na pomniku w Narwiku

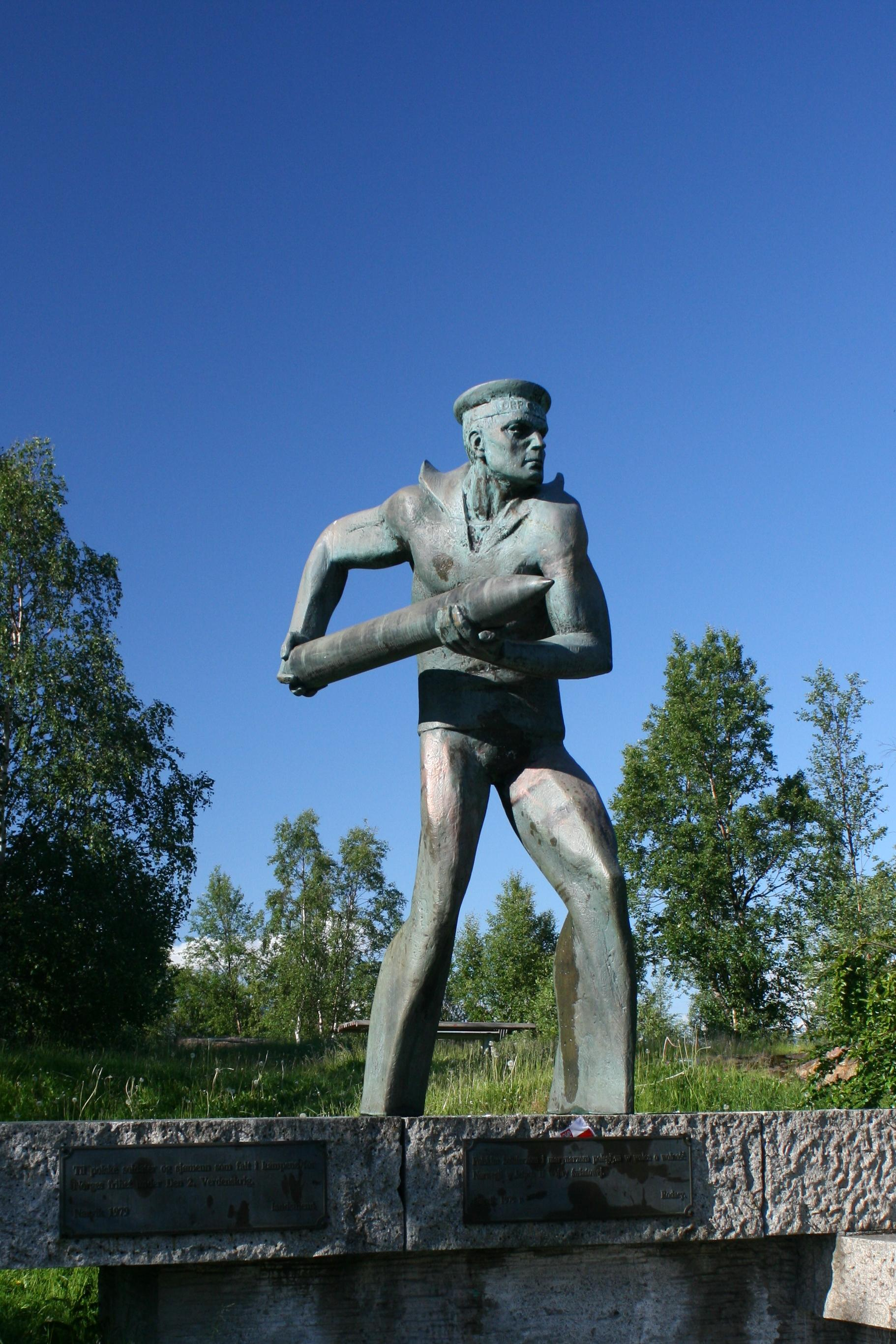
Pomnik polskich marynarzy z ORP „Grom” poległych w bitwie o Narwik, Groma Plass Narvik

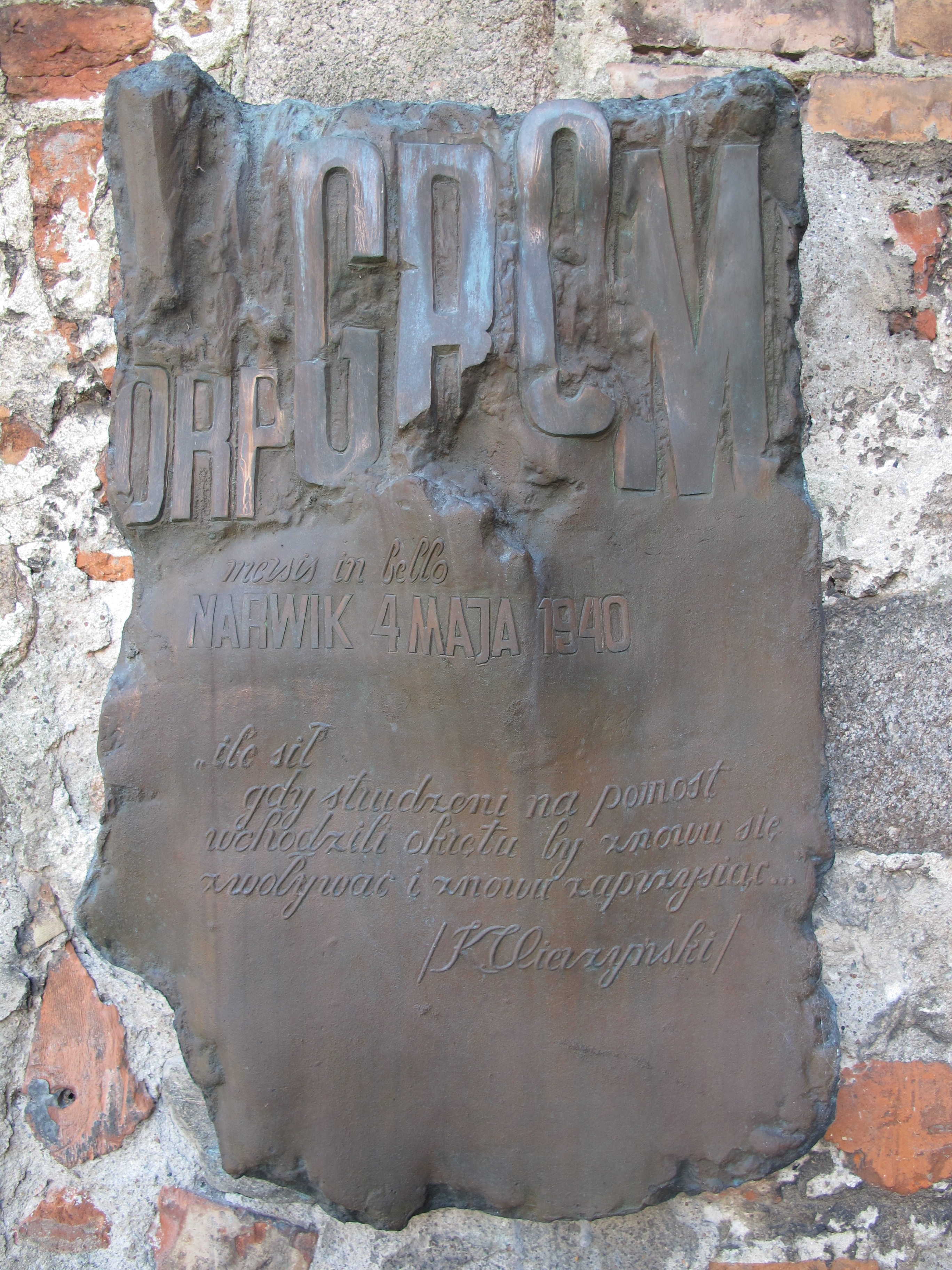
Tablica w murze Kościoła Michała Archanioła w Gdyni, upamiętniająca utratę okrętu

Tradycje nazwy okrętu kontynuował w polskiej MW niszczyciel typu 30bis ORP „Grom”, na okręcie tym znajdowała się tablica upamiętniająca marynarzy poległych na „Gromie”. W roku 1995 banderę podniesiono na kolejnym okręcie noszącym imię „Grom” – był nim mały okręt rakietowy projektu 660, pozostający w służbie do dziś (2016 rok). Wizerunek „Groma” przez wiele lat był wykorzystywany przez stocznię J. S. White’a w reklamach tejże stoczni, publikowanych w roczniku „Jane’s Fighting Ships”. W miejscowości Narwik na placu Gromplas ustawiono pomnik, ufundowany w 1979 roku przez rząd PRL, upamiętniający poświęcenie polskich marynarzy w walce o niepodległość Norwegii . W miejscowym Muzeum Wojennym w 1990 roku odsłonięto tablicę pamiątkową, ufundowaną przez Tadeusza Głowackiego, jednego z członków załogi „Groma”, z nazwiskami marynarzy, którzy zginęli w wyniku zniszczenia okrętu. W Muzeum tym znajduje się też naktuz, zdemontowany z wraku okrętu przez norweską ekspedycję w 1986 roku. W 75. rocznicę zatopienia okrętu w Cowes, mieście, w którym wybudowano okręt, odsłonięto tablicę upamiętniającą to wydarzenie.
Muzeum Marynarki Wojennej w Gdyni przechowuje wstążki otokowe z ORP „Grom” oraz bluzę marynarską, przekazaną przez Pawła Wiśniewskiego, jednego z załogantów okrętu. W Muzeum Polskim w Rapperswilu w Szwajcarii znajduje się legitymacja służbowa kpt. mar. Kazimierza Hessa, którą miał przy sobie podczas opuszczania okrętu. Według Lecha Trawickiego może być więcej zachowanych pamiątek związanych z ORP „Grom”, m.in. srebrna plakietka pamiątkowa z wizerunkiem „Groma”, którą przekazano premierowi Churchillowi z okazji czwartej rocznicy współdziałania Royal Navy i Marynarki Wojennej RP, oraz model okrętu, wykonany przez Olivera G. Sinnicka – jednego ze stoczniowców, którzy budowali w Cowes polskie niszczyciele, i przekazany w 1986 roku polskiemu chargé d’affaires przy ambasadzie PRL w Londynie.
W 70. rocznicę zatopienia „Groma” zorganizowana została wystawa, prezentująca sylwetkę i historię okrętu. Była ona prezentowana w wielu miastach Polski.
Miejsce zatopienia „Groma” jest celem wypraw i podróży, podejmowanych przez okręty MW, a także organizacje cywilne i osoby prywatne.

## Okręt w kulturze
W postaci beletrystycznej dzieje i zatopienie okrętu przedstawił Zbigniew Damski w książce z serii „Biblioteka Żółtego Tygrysa” pt. „Grom” nie wraca z fiordów. Popularne opracowanie historii okrętu przedstawili Jerzy Pertek w jednym z tomów „Miniatur Morskich”  oraz Ryszard Mielczarek. Sylwetkę i plany okrętu wielokrotnie przedstawiano w magazynach modelarskich. Sylwetka i zatonięcie okrętu zostały również uwiecznione na obrazach i ilustracjach autorstwa Adama Werki.